# Orlina (Ciechanowice)
Orlina, Orlinek (do 1945 r. niem. Adlersruch) – nieoficjalny przysiółek wsi Ciechanowice w Polsce położona w województwie dolnośląskim, w powiecie kamiennogórskim, w gminie Marciszów.
Leży powyżej przełomu Bobru, w Rudawach Janowickich, w Sudetach Zachodnich.

## Podział administracyjny
W latach 1975–1998 miejscowość administracyjnie należała do województwa jeleniogórskiego.

## Opis
Orlina składa się z dwóch części. Dolna część leży nad Bobrem, na wysokości ok. 400 m n.p.m. i przylega bezpośrednio do Ciechanowic. Obecnie jest uważana za fragment Ciechanowic. Część górna leży na stoku Rudaw Janowickich, na spłaszczeniu grzbietu biegnącego od Małego Wołka ku północy, na wysokości ok. 490–510 m n.p.m. i teraz tylko ta część jest uważana za Orlinę. Ta część położona jest na północ od szosy z Marciszowa do Janowic Wielkich przez Miedziankę. Rozciąga się prostopadle do szosy, na prawym brzegu Orliny. Wokół Orliny rozciągają się pola uprawne, łąki i pastwiska.

## Geologia
Okolice Orliny zbudowane są ze skał metamorficznych wchodzących w skład wschodniej osłony granitu karkonoskiego: głównie z różnych odmian amfibolitów, a także łupków amfibolowych, łupków chlorytowych i fyllitów.

## Górnictwo
Na łąkach poniżej Orliny znajduje się kilka hałd – pozostałości po dawnym górnictwie miedzi i uranu.